# サンクラス航空
サンクラス航空はデンマークの、チャーター便の運航を行う航空会社。主に北欧三国やデンマークから南ヨーロッパやプーケットなどのリゾート地へチャーター運航を行っている。同社は北欧の旅行会社であるヴィンググループの傘下であり、2019年12月23日、ノルウェーの投資家ペッター・ストルダレンとストロベリーグループが同社をトーマスクック・エアラインズ・スカンジナビアからサンクラス航空に改名するまで、ヴィンググループとともにトーマス・クック・グループの一員であった。

## 歴史
- 1994年1月1日
  - デンマークのSpies Groupが所有するスカンジナビアのConairとスウェーデンのSLG（Scandinavian Leisure Group）傘下のScanairの、2つのチャーター航空会社が合併し、1994年1月1日にプレミエアとして設立された。
- 2002年5月1日
  - 航空会社名がマイトラベルエアウェイズ（マイトラベルエアウェイズスカンジナビア）に変更された。
- 2008年5月
  - マイトラベルグループがトーマスクックグループに買収された後、航空会社はトーマスクックエアラインズスカンジナビアに改名された。
- 2019年9月23日
  - トーマス・クック・グループは2億ポンドの緊急資金を確保できなかったため、経営破綻し、即時取引を停止した。これにより、航空会社は当初運航を停止したが、その後運航を再開した。同社は2019年11月まで、主に地中海とカナリア諸島のレジャー目的地へのフライトと、北欧諸国の複数の拠点からの長距離便の運航を継続した。
- 2019年10月30日
  - ノルウェーの実業家ペッター・ストルダレン（ストロベリーグループ）と2つの民間企業（アルトール・エクイティ・パートナーズとTDRキャピタル）からなる新しい投資コンソーシアムが、トーマス・クック・エアラインズ・スカンジナビア、ヴィング、チャレボリ、スピーズの買収を手掛け、トーマス・クック・グループの清算人でもあったアリックスパートナーズからヴィンググループ（別名トーマス・クック・ノーザン・ヨーロッパ）を買収したことが発表された。買収後、会社名は現在のサンクラス航空に変更された。トーマス・クック・エアラインズ・スカンジナビアの名称は、サンクラス航空へのブランド変更プロセス中の不特定の期間、チケット、空港の標識、航空機の塗装などを含む乗客に対して引き続き表示されるが、航空会社はトーマス・クックの元の「サニーハート」のロゴをブランドの一部として保持する。
- 2019年11月26日
  - 新たな航空運送事業許可(AOC)を取得する。
- 2020年12月
  - ブランド変更からわずか1年余りで、サンクラスはブランド変更を発表し、トーマス・クック・グループに関連付けられた太陽のハートのロゴを廃止し、独自の新しいアイデンティティを確立した。
- 2021年11月
  - サンクラス航空は長距離路線向けにA330-900neoを2022年に納入すると発表。サンクラス航空は、エアバスA330-900neoを活用した、デリー、ニューアーク、トロント、シカゴ、香港、ヨハネスブルグなどの路線開設も検討中とした。

## 保有機材
| 機材        | 保有数 | 発注数 | 座席数   | 備考 |
| ----------- | ------ | ------ | -------- | ---- |
| A321-200    | 7      | -      | 212      |      |
| A321neo     | 2      | 7      | 218      |      |
| A330-200    | 1      | -      | 不明     |      |
| A330-300    | 1      | -      | 388or396 |      |
| A330-900neo | 3      | 1      | 373or385 |      |

### 退役機材
- A330-200 - 1機
- A330-300 - 2機